# Eskild Nielsen
Eskild Nielsen var en friskyttekaptajn. Ifølge nogle kilder født i Farhult/Farholt  sogn i Norra Häljaröd/Nørre Heljerød  på Kullen, hvor Heljarödsgården/Heljerødsgården  er bevaret. Under Skånske Krig holdt hans friskyttekorps til ved Hallands Ås og spærrede vejen der for svenskerne. Eskild Nielsen okkuperede også Engelholm, hvor han opkrævede skat af borgerne. I Bådsted (Båstad) overfaldt han en svensk trup på 100 mand, som havde sadlet af og drukket sig fulde. 62 af svenskerne blev hugget ned, og resten måtte gå i dansk fangenskab. Eskild Nielsen opererede i det nordvestlige Skåne med sådan succes, at han i slutningen af krigen nærmest var enevoldshersker der. Han skånede naturligvis heller ikke de herregårde i Bjergs (Bjäre) herred, hvor svenske adelsmænd sad som herrer. Hans friskyttekorps blev den 5. november 1678 anvist vinterkvarter i Helsingborg Len, og den 10. juli 1679 blev korpset overført til Helsingør, hvor det tjenestegjorde som strandvagt. Eskild Nielsens friskyttekorps blev opløst i marts 1680, hvorefter kaptajn Nielsen fik ansættelse ved de regulære danske tropper.